# William Dessaint
William Lang Dessaint, né le 6 mars 1930 et mort le 4 août 2013, est un anthropologue, ethnologue et linguiste franco-américain, spécialisé dans l'étude du peuple Lissou.

## Biographie
Il est né en 1930 à Villerupt . À la fin de la Seconde Guerre mondiale, il quitte la France pour les États-Unis. Passionné par l'étude de la géographie et des peuples du monde, notamment pour les peuples nomades d’Europe balkanique et d'Asie, il suit des études d'anthropologie, de géographie et de linguistique à l'université Columbia.
À partir de 1955, il dirige un programme de recherches sur le terrain en ex-Yougoslavie et en Albanie pour étudier les Tziganes, ce qui débouche sur un ouvrage publié et sa thèse de doctorat soutenue à l'université Cornell en 1957. Entre 1956 et 1957, il donne des cours d’anthropologie dans cette même université. En 1959, il intègre le milieu académique en tant que lecturer en anthropologie sociale, d'abord à la School of Oriental and African Studies, de 1959 à 1965, puis à l’université de Strathclyde de 1965 à 1968, et à l’université d'Ulster de 1968 à 1982.
Il étudie les Lissou depuis les années 1960. Il est le premier occidental à avoir séjourné au cœur du pays lissou. Il y rencontre sa future épouse, Avòunado Ngwâma, née en 1956, fille d’un chamane et chef tribal lissou et la première personne lissou diplômée en ethnologie : « c’est aux Tibéto-Birmans lissou des confins de la Chine, de la Birmanie et de la Thaïlande qu’il consacra la majeure partie de ses publications et s’affirma rapidement comme le spécialiste au niveau international. Il fallait être particulièrement téméraire pour, dès 1962, sillonner de long en large la région de peuplement lissou. Celle-ci non seulement correspondait à des reliefs très accidentés, mais recouvrait aussi la partie la plus dangereuse du fameux Triangle d’or, vaste zone de non-droit et alors haut lieu de la production d’opium dans le monde. En gagnant le respect et l’amitié des chefs locaux grâce à sa faculté d’empathie et à sa curiosité intellectuelle, comme il avait obtenu quelques années auparavant le patronage bienveillant des plus hautes autorités du Sikkim et du Bhoutan, William Dessaint put alors poursuivre sa vocation d’explorateur de terres inaccessibles sans mettre sa vie en péril ».
À partir des années 1990, avec l'aide de son épouse, il entame une démarche de restitution de la langue et de la tradition lissou qui donnera deux ouvrages, dont un primé, Au sud des nuages publié en 1994 chez Gallimard.

## Ouvrages
- William Dessaint et Avòunado Ngwâma, Au sud des nuages : mythes et contes recueillis oralement chez les montagnards lissou (tibéto-birmans), Paris, Gallimard, coll. « L'aube des peuples », 1994, 644 p. (ISBN 2-07-073899-X, BNF 35726617)

- Prix Auguste-Pavie 1995 de l'Académie des sciences d'outre-mer.
- William Dessaint et Avòunado Ngwâma, Parlons lissou : introduction à une civilisation tibéto-birmane, Paris/Budapest/Kinshasa etc., L'Harmattan, 2006, 556 p. (ISBN 2-296-00141-6, BNF 40115083)